# IBM J9
A J9 egy az IBM által fejlesztett Java virtuális gép. A J9 VM az alapja több IBM Java terméknek is, beleértve WebSphere Micro Editiont is, továbbá alapját képezi az összes IBM Java fejlesztőkészletnek az 5-ös verzió óta. Az IBM szintén elérhetővé tette a J9 VM-et az Apache Harmony projekt számára, hogy használhassák osztálykönyvtáraik futtatásához.
A J9 VM tervezési célja az volt, hogy hordozható legyen különböző platformok között, lefedve a teljes skálát, a mobiltelefonoktól kezdve egészen az zSeries nagyszámítógépekig.

## Fordítás
Ez a szócikk részben vagy egészben  az   IBM_J9 című angol Wikipédia-szócikk ezen változatának fordításán alapul.  Az eredeti cikk szerkesztőit annak laptörténete sorolja fel. Ez a jelzés csupán a megfogalmazás eredetét és a szerzői jogokat jelzi, nem szolgál a cikkben szereplő információk forrásmegjelöléseként.